# Strigamia walkeri
Strigamia walkeri är en mångfotingart som beskrevs av Charles Thorold Wood 1865. Strigamia walkeri ingår i släktet Strigamia och familjen spoljordkrypare. Inga underarter finns listade i Catalogue of Life.